# قدیروو (شهرستان کوگارچینسکی، باشقیرستان)
قدیروو (انگلیسی: Kadyrovo, Kugarchinsky District, Republic of Bashkortostan) یک شهرک در شهرستان کوگارچینسکی جمهوری باشقیرستان در کشور روسیه است.